# Plectogastrini
Los plectogastrinos (Plectogastrini) son una tribu de coleópteros crisomeloideos de la familia Cerambycidae.

## Géneros
Tiene los siguientes géneros:
- Charassonotus Quentin & Villiers, 1969
- Chasmogaster Quentin & Villiers, 1969
- Cheilacanthus Quentin & Villiers, 1969
- Jadotia Meunier, 2007
- Neoclosterus Heller, 1899
- Plectogaster Waterhouse, 1881
- Scatogenus Quentin & Villiers, 1969
- Schizogaster Quentin & Villiers, 1969